# Joseph Martini von Nosedo

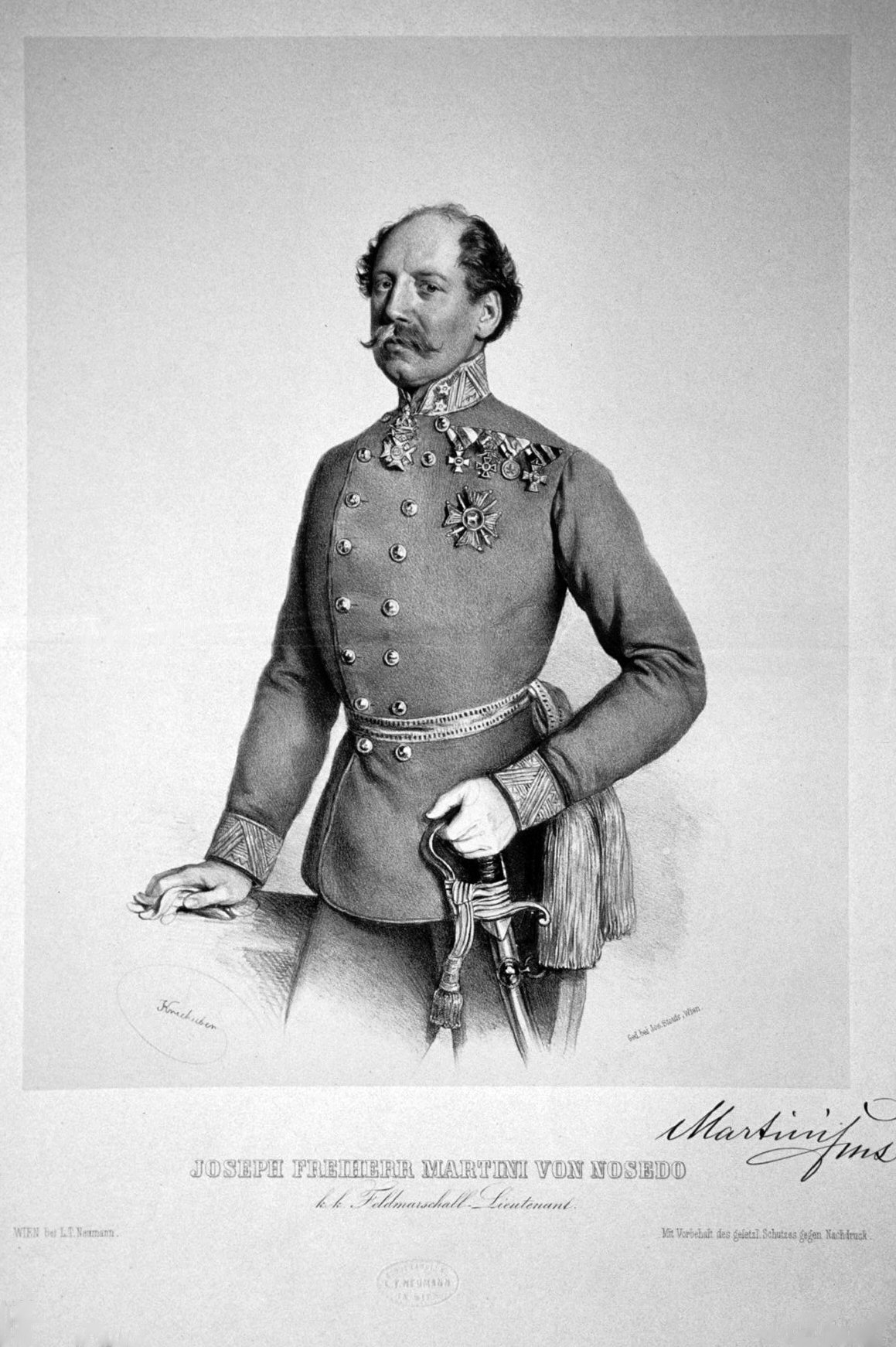
Joseph Freiherr Martini von Nosedo 1857

Freiherr Joseph Karl Ignaz Martini von Nosedo (* 6. März 1806 in Neu-Gradischka, Slavonien; † 28. Dezember 1868 in Graz) war ein österreichischer Feldmarschallleutnant, Inhaber des Infanterieregiments Nr. 30 und Theresienritter.

## Herkunft und Familie
Die Familie stammte nach Traditionen aus einem alten, italienischen Adelsgeschlecht, dessen Sprossen seit dem 16. Jahrhundert in kaiserlichen Kriegs- und Staatsdiensten standen.
Der Großvater Josephs, Joseph Martini († 28. Januar 1808), k. k. Generalmajor (mit Rang vom 6. August 1794) und Festungskommandant zu Temeswar erhielt mit Diplom vom 16. Juli 1804 den Reichs- u. erbländisch-österreichischen Adelsstand. Von seinen Söhnen war Anton Stephan Ritter von Martini (* 13. Juni 1792; † 28. Dezember 1861) k. k. Feldzeugmeister (20. Juli 1849), Geheimer Rat, und bis zu seiner Pensionierung am 1. Oktober 1859 außerordentlicher Gesandter am königlichen Hof zu Neapel.
Joseph Karl Ignaz vermählte sich am 15. Juni 1850 mit Sarah Elisabeth Mary, Tochter des Peter Henry Barker Esquire in der Grafschaft Norfolk. Das Ehepaar blieb kinderlos.

## Biographie
Martini trat am 12. Juni 1818 in das 1. Szekeler Grenzinfanterieregiment Nr. 4 als Privat-Kadett ein und erhielt an der Grazer Kadettenkompanie die militärische Ausbildung. Danach wurde er am 1. Jänner 1819 dem Infanterieregiment Piret Nr. 27 zugeteilt, aus diesem am 1. März 1821 als Kaiserkadett zum Infanterieregiment Wohlgemuth Nr. 14, aus welchem er am 21. April 1824 zum Leutnant im damaligen 2. Szekler Grenzinfanterieregiment Nr. 15 befördert wurde. Er avancierte sodann stetig weiter in der Rangordnung: Am 23. April 1831 kam er als Oberleutnant in das Brooder Grenzregiment Nr. 7, am 1. Mai 1832 als Kapitänleutnant in das Gradiscaner Grenzinfanterieregiment Nr. 8, am 16. April 1836 als wirklicher Hauptmann in das Infanterieregiment Haugwitz Nr., 38, in welchem er bis zum 22. März 1844 zum Major und am 16. Juli 1847 zum Oberstleutnant vorrückte.

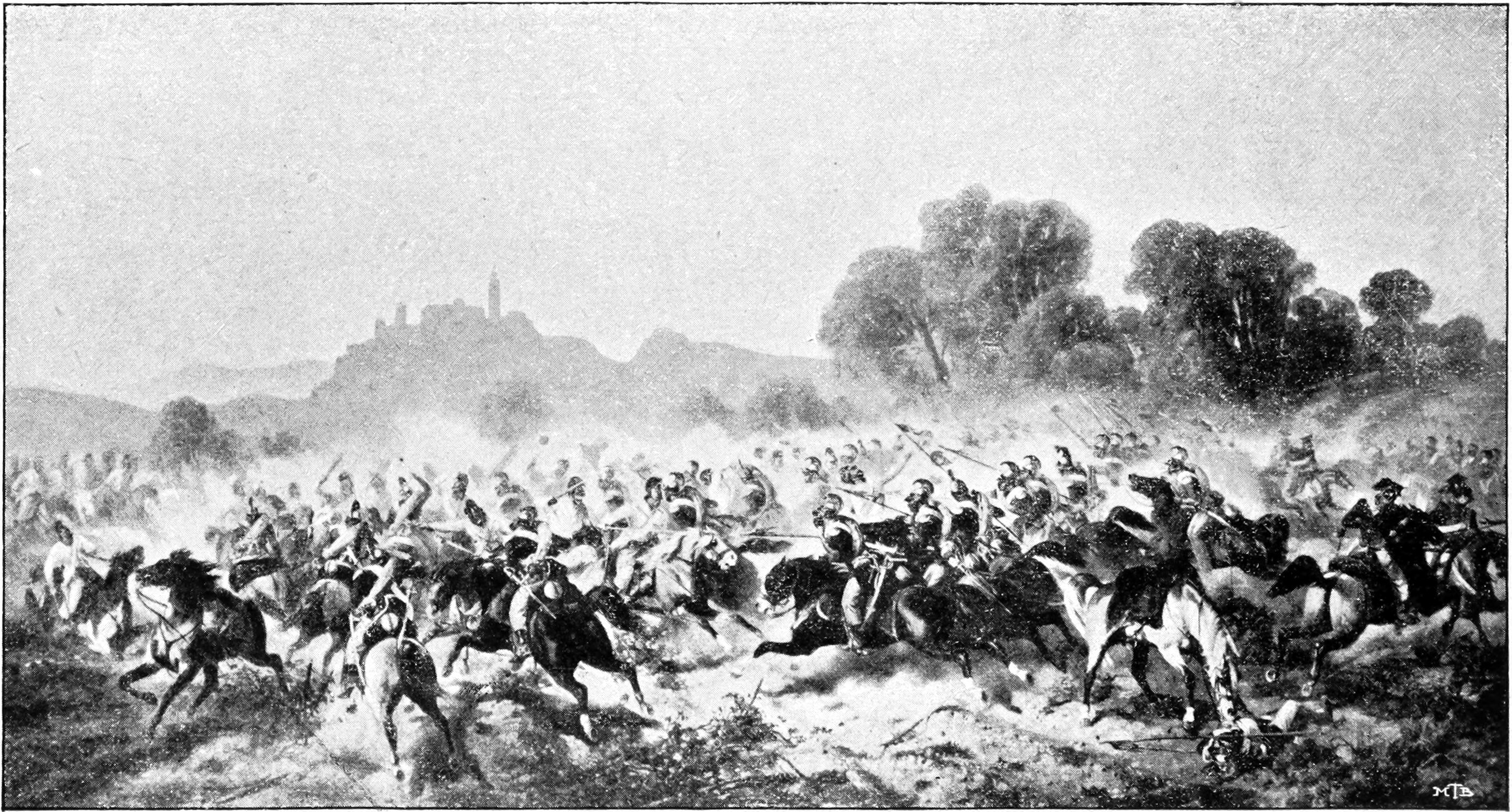
Gefecht bei Volta, 27. Juli 1848

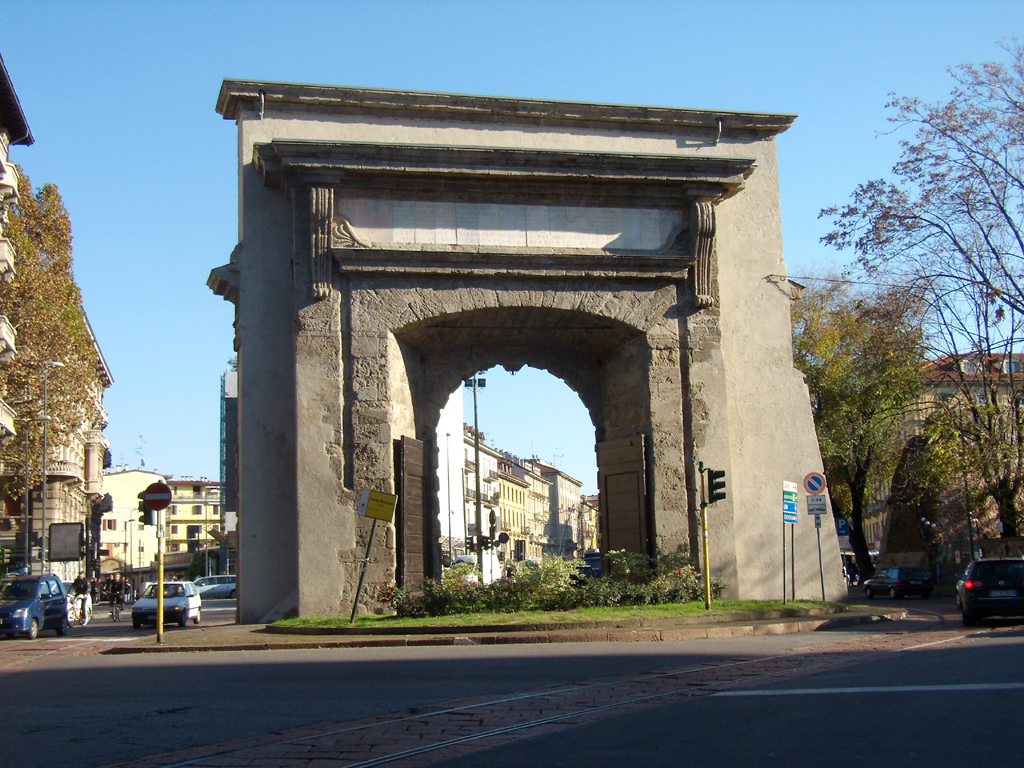
Porta Romana, Mailand

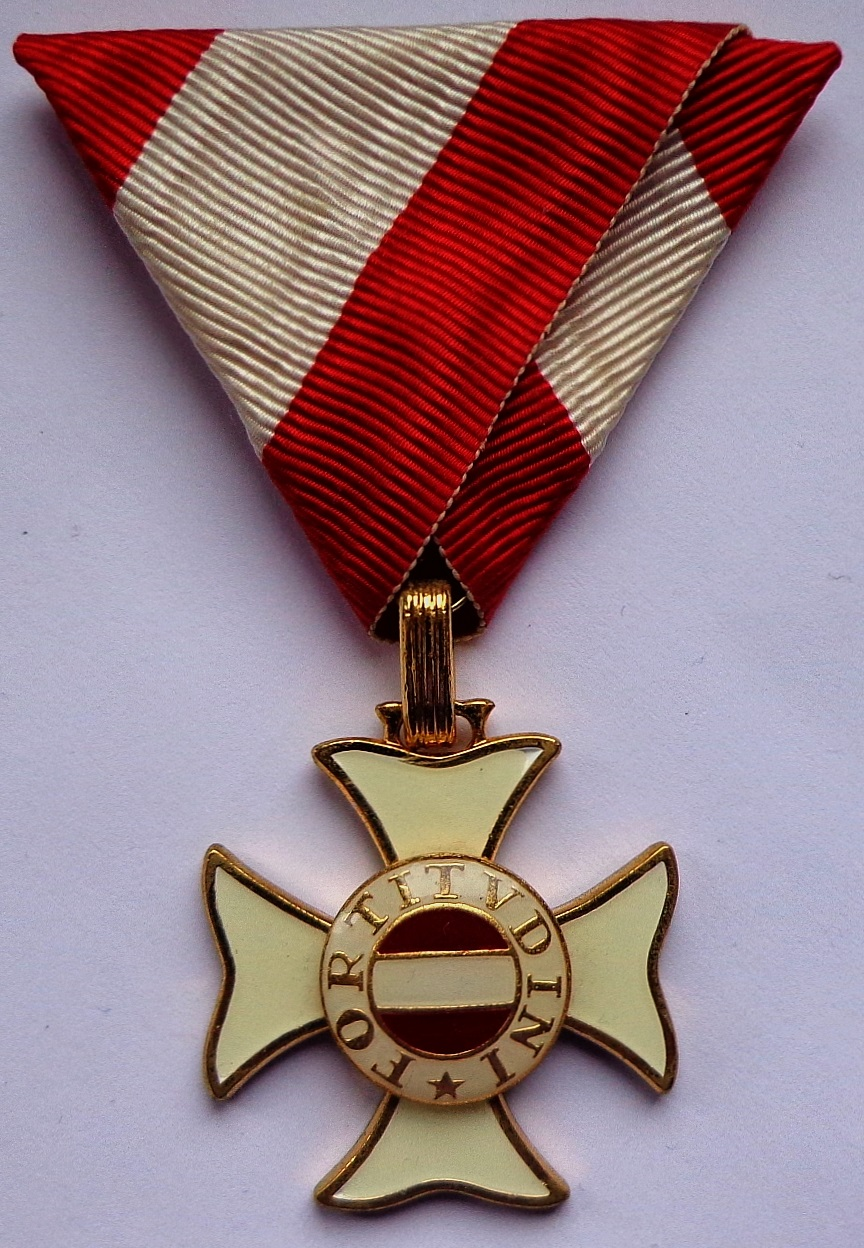
Ritterkreuz des Militär-Maria-Theresien-Ordens

Zur Zeit der Märzrevolution im Jahr 1848 befand sich das Regiment in Mantua, das dessen zweiter Hauptwehrbezirksort war. Mit einem Regiment in der Festung, in schon im Aufstand begriffenen Land die Festung zu halten, war keine geringe Aufgabe. Vornehmlich seine Wachsamkeit, verbunden mit seinen energischen und klugen Maßnahmen, verhinderten den Ausbruch eines Aufruhrs, deren Folgen unabsehbar gewesen wären. Am 7. und 8. April nahm er als beim Gefecht von Montebello teil, wo er den rechten Flügel der Brigade des Generalmajors Fürst Franz de Paula von und zu Liechtenstein befehligte. Es gelang ihm dort, die Barrikaden der Insurgenten zu überwinden, um in kürzester Zeit den Torre di Consine und die Daziobrücke zu nehmen. Zur Erstürmung der letzteren war das Gros der Brigade bestimmt gewesen, aber da diese erst auf der Höhe von Sorio angelangt war, drang Martini, ohne Befehl erhalten zu haben, unaufhaltsam gegen die Gegner vor, der schließlich in wilder Flucht Montebello verließ. An der Spitze von sechs Husaren ritt der Offizier als Erster, in diesen Ort ein, während die Haupttruppe die Daziobrücke besetzt hielt. Am 11. Juni fand der Angriff auf Vicenza statt. Auch dieses Mal befehligte er den rechten Flügel, nun der Brigade Samuel Graf Gyula(u), welche gegen die Vorstadt Santa Lucia vorrückte. Unter heftigstem Geschütz- und Kleingewehrfeuer des Feindes führte er die Abteilungen zum Sturm vor und fügte der Besatzung der dort errichteten Schanze große Verluste zu. Im Gefecht bei Volta, am 27. Juli, stand er an der Spitze der Sturmkolonne auf den gefährlichsten Punkten, wobei während eines Erkundungsrittes sein Pferd abgeschossen und er verwundet wurde. Trotzdem verblieb er auf dem Schlachtfeld, stellte das Geschütz auf, traf umsichtigen Anordnungen und trug wesentlich zur Eroberung und Erhaltung dieser wichtigen Stellung bei. Eine in ihren Folgen höchst entscheidende Waffentat vollführte er am 4. August während des Kampfes um die Wiedereinnahme Mailands bei Nosedo und Vigentino, heute Ortsteile der Stadt. Das von ihm befehligte und in der Brigade des Generalmajors Edmund Fürst Schwarzenberg eingeteilte erste Bataillon Haugwitz, stand auf dem Kolonnenwege, der von Chiaravalle nach Mailand gegen die Porta Romana führte. Das Bataillon führte, von Martini mit Bravour geleitet, die Stürme auf die Kasematten und den Ort Nosedo aus und eroberte die Stadt. Kaum aber war Nosedo genommen, erfuhr er, dass ein Gegenangriff bei Casa Gamboloita begonnen worden war. Ohne höheren Befehl abzuwarten, wählte er je zwei Züge vom Kaiser- und vom Haugwitzregiment sowie zwei Geschütze und eilte dorthin. Nach zähem Ringen und einer strategisch gut durchdachten Vorgehensweise warf er den Feind endgültig zurück. Am weiteren Vorrücken wurde er durch einen ausdrücklichen Unterlassungsbefehl gehindert. 
Im Bericht des Korpskommandanten Konstantin d’Aspre an Feldmarschall Radetzky wurde diese Waffentat Martinis ausdrücklich gelobt und am 15. Oktober 1848 wurde er außer der Rangordnung Oberst im Infanterieregiment Prinz Emil von Hessen Nr. 34, aus welchem er in gleicher Eigenschaft am l. Jänner 1849 zum Infanterieregiment Erzherzog Wilhelm Nr. 12 und am 14. Februar des Jahres zum Kaiser Franz Joseph Infanterieregiment Nr. 1 übersetzt wurde, in welcher Eigenschaft er den zweiten Krieg gegen Piemont mitmachte. Außerdem ehrte man ihn in der 153. Promotion vom 29. Juni 1849 mit dem Ritterkreuz des Maria-Theresien-Ordens.
Am 4. Juni 1850 avancierte Martini zum Generalmajor und wurde mit Diplom vom 30. August 1850, den Statuten des Maria-Theresien-Ordens gemäß, mit dem Prädikat „von Nosedo“ in den erbländisch-österreichischen Freiherrnstand erhoben Letzteres erhielt er in Folge seiner am 4. August 1848 im Gefechte von Nosedo vor Mailand vollführten, besonders tapferen und klugen Waffentat. Im Jahr 1851 befehligte der General bei der Besetzung von Schleswig-Holstein eine Brigade. Am 25. Juli 1857 wurde er zum Feldmarschalleutnant befördert. Der Freiherr, der auch Träger des Ritterkreuzes des Österreichisch-kaiserlichen Leopold-Ordens mit der Kriegsdekoration und Kommandeur I. Klasse des königlich hannöverischen Guelphen-Ordens war, wurde als Divisionär in Graz am 30. August 1859 pensioniert. Am 15. Dezember 1862 wurde der Freiherr von Kaiser Franz Joseph I. zum Inhaber des Infanterieregiments Nr. 30 ernannt.
Er ist auf dem St.-Leonhard-Friedhof in Graz beigesetzt.

## Wappen
1850: In Blau auf grünem Rasen ein vorwärtssehender, geharnischter vorwärtssehender Ritter in silberner, mit goldenen Spangen gezierter Rüstung und den Helm mit roten Straußenfedern besteckt. Am linken Arm trägt der Ritter einen runden, silbernen Schild und mit geschlossenem Visier auf einem schwarz gezäumten, mit roter Satteldecke behangenen weißen Pferd nach rechts sprengt. Den Schild bedeckt die Freiherrnkrone, auf welcher sich ein ins Visier gestellter gekrönter Turnierhelm erhebt. Aus der Krone des Helms wallen fünf Straußenfedern, die zweite und vierte von Silber, die übrigen von blauer Farbe, Die Helmdecken sind zu beiden Seiten blau-silbern.